# Умингмуктогмиут
Умингмуктогмиут (англ. Umingmuktogmiut) — географически определённая подгруппа народности так называемых «медных инуитов», проживавшая на территории Северной Канады, провинции Нунавут, региона Китикмеот. Эскимосы из этого племени селились на западном побережье полуострова Кент, иногда уходили ещё дальше на юг — к восточной зоне канала Батерст около Эверитт-Пойнт, у Островов Барри. Умингмуктогмиут отличались от остальных «медных инуитов» тем, что у них было постоянное место жительства — община Умингмакток, или Умингмактуук (англ. Umingmaktok, Umingmaktuuq). Они могли охотиться на арктического гольца, песца, некоторых подвидов карибу, морских котиков и овцебыков, которые были наиболее распространены в тех областях.
В 1964 году почта Компании Гудзонова залива переместилась в этот район, который тогда носил название «Бей-Шимо» (англ. Bay Chimo). Теперь же он известен под названием «деревня Умингмакток» (что в переводе с языка Инуиннактун означает «место скопления овцебыков»). Но по прошествии некоторого времени почтовые линии там были перекрыты. В недавние годы популяция Умингмуктогмиут снизилась, а перепись населения Канады 2006 показала, что она опустилась до нуля. Возможно, однако, что впоследствии некоторые семьи инуитов вернулись в общину.